# La Légende de Lizzie Borden
Pour plus de détails, voir Fiche technique et Distribution.
La Légende de Lizzie Borden (The Legend of Lizzie Borden) est un téléfilm américain réalisé par Paul Wendkos, diffusé en 1975.

## Synopsis
L'histoire authentique de Lizzie Borden.

## Fiche technique
- Titre : La Légende de Lizzie Borden
- Titre original : The Legend of Lizzie Borden
- Réalisation : Paul Wendkos
- Scénario : William Bast
- Musique : Billy Goldenberg
- Directeur de la photographie : Robert B. Hauser
- Directeur artistique : Jack De Shields
- Décors de plateau : Harry Gordon
- Costumes : Michael Butler (hommes), Barbara Siebert (femmes) et Guy C. Verhille
- Montage : John A. Martinelli
- Producteurs : George LeMaire et William Bast (associé)
- Sociétés de production : George LeMaire Prod. / Paramount Television
- Genre : Drame historique
- Couleur - 96 min
- Dates de première diffusion :
- États-Unis : 10 février 1975, sur ABC
- France : 20 juillet 1987

## Distribution
- Elizabeth Montgomery : Lizzie Borden
- Fionnula Flanagan : Bridget Sullivan
- Ed Flanders : Hosea Knowlton
- Katherine Helmond : Emma Borden
- Don Porter : George Robinson
- Fritz Weaver : Andrew Borden
- Bonnie Bartlett : Sylvia Knowlton
- John Beal : Dr Bowen
- Helen Craig : Abby Borden
- Alan Hewitt : le maire Coughlin
- Gail Kobe : Alice Russell
- Hayden Rorke : Julien Ralph
- Amzie Strickland : Adelaide Churchill
- Robert Symonds : Andrew Jennings
- Iggie Wolfington : le propriétaire du magasin
- John Zaremba : le juge Blaisdell
- J. Edward McKinley : le marshal Hilliard
- Norman Stuart : Dr Wood
- Jon Lormer : l'huissier
- Lynn Wood : Mme Raymond
- Olan Soule : Eli Bence
- Judson Morgan : le juge Morgan
- John Alvin	: Dr Draper
- Patricia Wilson : Hannah Reagan
- Tracie Savage : Lizzie Borden enfant
- Gloria Stuart : une cliente du magasin
- Joan Crosby : une compagne
- Jason Johnson : le président du jury

## Distinctions (sélection)
- 1975 : Primetime Emmy Awards 1975 : Elizabeth Montgomery en nomination pour le titre de Meilleure actrice dans une mini-série ou un téléfilm
- 1976 : Nomination au Golden Globe du meilleur téléfilm